# Liste des députés de la côte française des Somalis
 (signalé en mai 2025).
Si vous disposez d'ouvrages ou d'articles de référence ou si vous connaissez des sites web de qualité traitant du thème abordé ici, merci de compléter l'article en donnant les références utiles à sa vérifiabilité et en les liant à la section « Notes et références ».
- Archive Wikiwix
- Bing
- Cairn
- DuckDuckGo
- E. Universalis
- Gallica
- Google
- G. Books
- G. News
- G. Scholar
- Persée
- Qwant
- (zh) Baidu
- (ru) Yandex
- (wd) trouver des œuvres sur Wikidata

La côte française des Somalis, colonie sous cette dénomination depuis 1896, élit son premier représentant parlementaire en 1945.
En mars 1967, le territoire est rebaptisé territoire français des Afars et des Issas.

## Gouvernement provisoire de la République française (1944-1946)

### Assemblée constituante de 1945 (1945-1946)
René Bernard-Cothier (UDSR)

### Assemblée constituante de 1946 (juin-novembre 1946)
René Bernard-Cothier (UDSR)

## Quatrième République (1946-1958)

### Première législature (1946-51)
Jean-Charles Martine (PCF)

### Deuxième législature (1951-1956)
Edmond Magendie (RPF)

### Troisième législature (1956-1958)
Harbi Mahamoud (Indépendant d'Outre-Mer)

## Cinquième République

### Première législature (1958-1962)
Harbi Mahamoud, puis, à partir du 19 avril 1959, Hassan Gouled (UNR)

### Deuxième législature (1962-1967)
Ahmed-Idriss Moussa (UNR-UDT)

### Troisième législature (1967-1968)
Moussa Ali Abdoulkader (UDR)

### Quatrième législature (1968-1973)
Moussa Ali Abdoulkader (UDR)

### Cinquième législature (1973-1978)
Omar Farah Iltireh (UDR)